# Store Vildmose
Store Vildmose er resterne af en stor højmose mellem Aabybro, Pandrup og Brønderslev i Vendsyssel i Jylland. Mosen er for en stor del drænet med kanaler, der har afløb i Ryå.
Området har national betydning, da det er nogle af de største sammenhængende arealer af højmose i Danmark, der huser mange sjældne dyr og planter. Derfor er 1853 hektar udpeget til EU-habitatområde og er fredet som en naturvidenskabelig og arkæologisk fredning .
Store Vildmose har været drænet og opdyrket gennem mange år og er berømt for sine Vildmose kartofler.
I Brønderslev nordøst for mosen ligger Vildmosemuseet, som giver et indblik i kulturhistorien i og omkring Store vildmose.

## Dannelse og historie
I stenalderen var området dækket af hav omkranset af partier af moræneaflejringer. Senere skete en begyndende landhævning, og denne bevirkede, at området blev afskåret fra forbindelserne til havet i nordvestlig og sydlig retning. I lighed med Lille Vildmose blev der først dannet en lagunesø, der senere blev omdannet til lavmose og endnu senere til højmose. Da vildmosen havde sit største omfang, havde den en tilnærmet cirkelform og udgjorde et samlet areal på omtrent 70 km².
Længe lå området ubebygget hen. Endnu i 1682 var bebyggelsen henvist til de omkring liggende højere områder af moræneaflejringer og i visse tilfælde af hævet havbund fra yoldia-havet. Heller ikke herregårde blev lagt i området men derimod lige omkring det således, at de kunne udnytte de ressourcer, som området kunne byde på.
En begyndende opdyrkning fandt først sted efter, at staten i 1921 havde opkøbt 2.800 hektar af de centrale dele af mosen, og disse opkøb blev senere supplerede med nye, hvorved staten efterhånden erhvervede sig 3.700 hektar. Efterfølgende blev disse områder afvandede ved dræning og dernæst fræsede, merglede, gødede og tilsåede med græs, der kunne udnyttes af kvæg. I 1935 opførte staten en stor gård og omkring en snes stalde i midten af området, og frem til 1960 blev der bygget 57 nye landbrug på de indvundne arealer. Under 2. verdenskrig foregik også en omfattende tørvegravning i området. Følgen var, at kun mindre dele i den vestlige del af det oprindelige moseområde efterhånden var tilbage med det tidligere præg af højmose.

## Vandløb
Hele området afvandes i dag af vandløb, der forenes i Ryå og Lindholm Å, som begge har udløb i Limfjorden.

## Fugle
Blandt de fugle, som yngler og/eller opholder sig i området, kan nævnes: blishøne, engsnarre, sorthalset lappedykker, gråstrubet lappedykker, lille lappedykker, vibe, rødben, dobbeltbekkasin, engpiber, gul vipstjert, knopsvane, gråand, krikand, troldand, hættemåge, gøg, spurvehøg, tårnfalk, nattergal.
Området regnes som ynglelokalitet for hedefugle af international betydning.